# Herman Theodoor s'Jacob
Herman Theodoor s'Jacob ('s-Gravenhage, 4 maart 1869 – Zeist, 16 juli 1950) was een Nederlands politicus.
s'Jacob werd in 1860 in Den Haag geboren als zoon van de jurist - en latere Commissaris van de Koning van Utrecht - Eduard Herman s'Jacob en jkvr. Cornelia Govertha Elisa Lucipara de Stuers.
s'Jacob trouwde in 1904 met Wilhelmina Elisabeth Charlotte van Boetzelaer (1876-1970), dochter van Hendrik Johan Herman van Boetzelaer en Margaretha Laurentia de Beaufort. Het echtpaar woonde in Zeist op het landgoed Dijnselburg.
s'Jacob was een bestuurder van CHU-huize die net als zijn vader commissaris van de Koningin in Utrecht was. Hij doorliep een gevarieerde loopbaan, waarbij hij gemeenteambtenaar, ambtenaar, schoolopziener, burgemeester en wethouder was. Hij vervulde het ambt van commissaris met grote nauwgezetheid en plichtsbetrachting en leidde de Statenvergaderingen met veel tact. Hij zette zich tijdens zijn tienjarige commissariaat in voor behoud van het Utrechtse landschap.
s'Jacob was de vader van politicus Hendrik Laurentius (Hans) s'Jacob (1906 - 1967).
- Biografisch Portaal: 51577696
- Parlement.com: vg09llz4rlwc